# (5153) 1940 GO
(5153) 1940 GO (1940 GO, 1957 GC, 1990 VL3) — астероїд головного поясу.
Тіссеранів параметр щодо Юпітера — 3.331.